# Госпожа Минивър
„Госпожа Минивър“ (на английски: Mrs. Miniver) е британски драматичен филм, излязъл по екраните през 1942 година, режисиран от Уилям Уайлър с участието на Гриър Гарсън и Уолтър Пиджън в главните роли. Сценарият, написан от група съсценаристи, е базиран на художествените истории за едноименната героиня, публикувани от Ян Струдър през 1937 година.

## Сюжет
Филмът разказва историята на английско семейство от средната класа в навечерието на Втората световна война. Клем Минивър е успешен архитект, а съпругата му госпожа Кей Минивър е красива домакиня, грижеща се за уюта в семейния дом. Настъпва обаче момент, когато облаците на войната надвисват над китното селище в близост до Лондон.

## В ролите
| Актьор           | Роля                      |
| ---------------- | ------------------------- |
| Гриър Гарсън     | госпожа Кей Минивър       |
| Уолтър Пиджън    | Клем Минивър              |
| Тереза Райт      | Карол Белдън              |
| Мей Уити         | лейди Белдън              |
| Хенри Травърс    | Джеймс Балард             |
| Реджиналд Оуен   | Фоли                      |
| Ричард Ней       | Вин Минивър               |
| Хенри Уилкоксън  | пастор                    |
| Кристофър Севърн | Тоби Минивър              |
| Бренда Форбс     | Гладис, домашна помощница |
| Клер Сандърс     | Джуди Минивър             |
| Мари де Бекер    | Ада, готвачка             |
| Хелмут Дантин    | германски летец           |
| Джон Абът        | Фред                      |

## Награди и номинации
„Госпожа Минивър“ е големият победител на 15-ата церемония по връчване на наградите „Оскар“. Филмът е номиниран за отличието в 12 категории, спечелвайки 6 от тях, включително призовете за „най-добър филм“, най-добър режисьор за Уилям Уайлър и най-добра актриса в главна роля за Гриър Гарсън. Поради големия успех, компанията Метро Голдуин Майер реализира и продължение излязло през 1950 година под името „Историята на Минивър“, където повечето от актьорите отново изпълняват оригиналните си роли. През 2009 година, филмът е избран като културно наследство за опазване в Националния филмов регистър към Библиотеката на Конгреса на САЩ.